# Germanização
Germanização é o nome que se dá à crescente influência da língua alemã, do povo alemão ou da cultura por meio da força ou assimilação, ou da adaptação de uma palavra estrangeira à língua alemã, assim como a romanização de várias línguas que não são escritas com o alfabeto latino. Foi o apoio central do pensamento liberal alemão no início do século XIX, num período em que o liberalismo e o nacionalismo andavam de mãos dadas.

## Formas de germanização
Historicamente, há várias formas e degraus da expansão da língua alemã e elementos de sua cultura. Além de adoções ecléticas, há também exemplos de um certo “derretimento” pela cultura alemã, como aconteceu com os povos pagãos eslavos no diocese de Bamberga no século XI. Um exemplo perfeito de adoção eclética da cultura alemã é direito no Japão imperial assim como no Japão atual que é organizado de forma muito similar ao modelo do Império Alemão. A germanização tomou lugar pelo contato cultural, por decisões políticas do lado que adotava (por exemplo, no caso do Japão) ou (especialmente no caso na Alemanha imperial e nazista) pela força.
Nos países eslavos, o termo germanização é frequentemente entendido solenemente como o processo de aculturação dos eslavos e bálticos, depois das conquistas ou por contato cultural no início da Idade Média, áreas da Alemanha Oriental moderna até à linha do rio Elba. Na Prússia Oriental, houve um restabelecimento forçado às pessoas por ordem teutônica e do estado prussiano, assim como a aculturação dos imigrantes de vários países europeus (poloneses, franceses, alemães) que contribuiu para uma eventual extinção da língua prussiana no século XVII. Uma outra forma de germanização é a força de expansão da cultura e língua alemãs, como também dos alemães sobre os não alemães.

## História da germanização

### Antiguidade
A germanização antiga se deu conjuntamente com o Ostsiedlung durante a Idade Média, por exemplo em Hanoverian Wendland, Mecklemburgo-Pomerânia Ocidental e a Lusácia e em outras áreas, habitadas por tribos eslavas – os eslavos polábios tais como os obotritas, veletos e os sorábios. As relações das formas antigas de germanização foram descritas por monges alemães em manuscritos como o Chronicon Slavorum.
Um processo complexo de germanização teve lugar na Boêmia depois da derrota dos protestantes boêmios na Batalha da Montanha Branca, em 1620.  O rei dos protestantes boêmios eleito contra os Habsburgos pelos estados boêmios em 1619 e na batalha o príncipe alemão Eleitor do Palatinado Frederico V foi derrotado em 1620 por forças católicas fiéis ao imperador Habsburgo, Ferdinando II. Entre os lordes boêmios que foram punidos e expropriados depois da derrota de Frederico em 1620, estavam donos de terras alemães e tchecos. Assim este conflito que foi em grande parte um conflito interno, resultou no colapso de diferentes nações. Embora a língua tcheca tenha perdido sua significância (também como língua escrita) como resultado dos eventos, é questionável se isso foi planejado pelos legisladores de Habsburgo desde o princípio cujas intenções eram religiosas e feudais.

### Contrapartidas
O surgimento do nacionalismo que ocorreu no fim dos séculos XVIII e XIX na Boêmia, Morávia, Silésia, Pomerânia, Lusácia e Eslovênia levou um crescente sentimento de “orgulho” nas culturas nacionais durante este tempo. Entretanto, séculos de dominação cultural dos alemães deixou suas marcas naquelas sociedades, por exemplo a primeira gramática moderna da língua tcheca feita por Josef Dobrovský (1753–1829) – Ausführliches Lehrgebäude der böphmischen Sprache de 1809 ("Curso Detalhado da Língua Boêmia", em português) – publicada em alemão pois a língua tcheca já não era mais usada no plano acadêmico das escolas.
Nas colônias alemãs, a política de ter o alemão como uma língua oficial levou à formação de pidgins de com base no alemão, por exemplo o Küchendeutsch, assim como línguas crioulas alemãs, como o Unserdeutsch.

### Na Prússia
A germanização na Prússia ocorreu em algumas etapas:
- Tentativas de germanização perseguidas por Frederico, o Grande na Silésia, mais tarde estendida aos territórios da Polônia dividida.
- Abrandamento da política de germanização no período entre 1815 e 1830
- Intensificação da germanização e perseguição aos poloneses no Grão-Ducado de Posnânia lideradas por E. Flotwell entre 1830 e 1841
- O processo de germanização cessa durante o período de 1841 a 1849
- Processo recomeçado durante os anos de 1849 a 1870
- Intensificado por Bismarck durante sua Kulturkampf contra os católicos e poloneses
- Leve abrandamento da perseguição os poloneses de 1890 a 1894
- Continuação e intensificação das atividades reiniciaram em 1894 e persistiram até o fim da Primeira Guerra Mundial

A legislação e as políticas governamentais de germanização no Reino da Prússia, na Alemanha Imperial e na Alemanha nazista tinham como objetivo expandir o uso da língua e cultura alemãs nas áreas habitadas por não alemães, a erradicação de sua identidade nacional e a integração dos territórios conquistados em estados alemães.

### Minorias prussianas

#### Situação no século XVIII
Ao julgar a germanização, as pessoas devem diferenciar se isto foi visto como um ato para melhorar a economia do país ou para repreender ou eliminar a língua e cultura polonesas. Colonizadores de toda a Europa (Alemanha, Holanda, França, Suíça e Escócia) foram convidados a se estabelecerem na Prússia sob o domínio dos reis Frederico I, Frederico Guilherme I e Frederico, o Grande. Os assentamentos seriam nas áreas escassamente habitadas ou em áreas que haviam sido reclamadas, ou em áreas que foram despovoadas por guerra ou praga (por exemplo, o assentamento de protestantes expulsos da Arcebispado de Salzburgo na Prússia Oriental sob o domínio do rei Frederico Guilherme I.). Além do mais, 10 000 refugiados protestantes franceses garantiram asilo na Prússia depois da renuncia do Édito de Nantes em 1685. Por volta de 1700, metade das pessoas de Berlim falavam francês e a comunidade francesa em Berlim usava o idioma em seus serviços até 1807, quando foi decidido que se entregariam à germanização e assim usar a língua alemã ao invés de protestar contra a ocupação da Prússia por Napoleão Bonaparte. Estes assentamentos não foram feitos visando à germanização, mas um instrumento para desenvolver a economia da Prússia, na verdade a mesma intenção com que os legisladores eslavos convidaram colonos alemães aos seus países na Idade Média. Nacionalidade não era o aspecto mais importante para Frederico, o Grande. Ele começou a determinar suas tolerâncias religiosas e indiferenças: “se os turcos querem vir e se assentarem aqui, nós os construiremos mesquitas”. Então, a germanização não foi a principal intenção destes assentamentos, mas podem ter sido um efeito.
A Prússia introduziu, como um dos primeiros países da Europa, uma escola primária compulsória sob o reinado de Frederico Gilherme I. As pessoas deveriam ser capazes de ler a Bíblia por si próprias para se tornar “bons cristãos”. A educação na escola primária foi feita na língua materna e assim não foi um meio de germanização no século XVIII.
A Prússia e a Áustria participaram ativamente nas repartições do território polonês, um fato que viria a ser mais tarde um estresse nas relações alemã-polonesa que eram boas até então.

#### Situação no século XIX
Depois das guerras napoleônicas, o Reino da Prússia obteve o Grão-Ducado de Poznań e o Império Austríaco permaneceu com a posse da Galícia. Em maio de 1815, o rei Frederico Gilherme III emitiu um manifesto aos poloneses, em Poznań.

Vocês também têm uma pátria. [...] Vocês serão incorporados na minha monarquia sem ter que renunciar à sua nacionalidade. [...] Vocês receberão uma constituição como a das outras províncias do meu reino. Sua religião será mantida. [...] Sua língua poderá ser usada como a língua alemã nos assuntos públicos [...]
e o Ministro da Educação Altenstein em 1823:

Em relação à expansão da língua alemã, o mais importante é o claro entendimento de seus objetivos. Se deve ser o objetivo a promoção do entendimento do alemão entre os poloneses ou se o objetivo deve ser o de germanizar os poloneses de forma gradual. De acordo com o julgamento do ministro somente a primeira é necessária, aconselhável e possível, a segunda não é aconselhável mas impossível. É desejável que os poloneses possam entender a língua do governo, entretanto, não é necessário para eles terem que abrir mão de sua língua-mãe. A possessão de duas línguas não deve ser vista como uma desvantagem mas como um benefício pois isto está geralmente associado com uma maior flexibilidade da mente. [...] A religião e a língua são os mais altos santuários de uma nação e todas as atitudes e percepções são fundadas nelas. Um governo que [...] é indiferente ou até mesmo hostil com eles cria amargura, abate a nação e gera deslealdade. 
Na primeira metade do século XIX a política da língua prussiana permaneceu fortemente tolerante. Mas tal tolerância gradualmente mudou na segunda metade do século XIX depois da fundação do Império Alemão, em 1871. Mais tarde, os objetivos da política eram o de eliminar as línguas não alemãs do uso público e dos centros acadêmicos (como escolas). Durante o Império Alemão, os poloneses foram assim como os dinamarqueses, católicos alemães e socialistas,retratados como Reichsfeinde (bobos do império). Além disso, em 1885, a comissão prussiana de colonização financiada pelo orçamento do governo nacional foi instalada para comprar terras de proprietários não alemães e as distribuíram entre os fazendeiros alemães. Em 1908, o comitê foi intitulado para forçar a venda das terras e outros meios incluem deportações prussianas entre 1885 e 1890: deportação de não prussianos que viviam na Prússia por um substancial período de tempo (maioria polonesa e judaica) e o banimento de construções de casas por não alemães. A política de germanização nas escolas também tomou forma de abusos às crianças polonesas por oficiais prussianos. A germanização, sem intenção, acabou estimulando resistência, geralmente em forma de ensinarem as crianças dentro de casa e de fazer recuar a unidade nos grupos da minoria.
Em 1910, Maria Konopnicka respondeu às perseguições aos poloneses por meio de uma de suas famosas canções chamada Rota, que se tornou um símbolo nacional entre os poloneses, com uma frase bem conhecida entre eles: Os alemães não cuspirão em nossas faces, e nem vão germanizar as nossas crianças. Assim, os esforços alemães para erradicar a cultura, a língua polonesa assim como seu povo falharam, mas de alguma forma reforçou a identidade nacional polonesa e fortaleceu os esforços para a restabelecimento do estado polonês.
Um encontro internacional de socialistas sediado em Bruxelas em 1902 condenou a germanização dos poloneses na Prússia, classificando-o como um ato “bárbaro”.

## Germanização durante a Segunda Guerra Mundial
Na era nazista, os dias das minorias na Alemanha estavam contados. As crianças “racialmente aceitas” foram tomadas de suas famílias a fim de que se tornassem alemãs.
Heinrich Himmler explicitamente avisou que seria a mesma germanização que havia ocorrido no passado. Num memorando secreto, “O tratamento de áliens raciais do Leste”, no dia 25 de maio de 1940, ele escreveu “nós precisamos dividir a Polônia de diferentes grupos étnicos no maior número de partes possíveis”. Havia duas ações de germanização na ocupação da Polônia que foi feita das seguintes maneiras – Kaschobenvolk e Goralenvolk.

Não é nossa tarefa germanizar o Leste na forma antiga, isto é, ensinando as pessoas a língua alemã e a lei alemã, mas vendo que somente alemães, com sangue alemão que vivem no Leste. 
Isto não quis dizer total extermínio das pessoas dali, já que o Leste Europeu era visto como região que tinha pessoas de descendência ariana/nórdica, particularmente entre os seus líderes. Tal liderança por si só era o argumento nazista de dizer que eles eram alemães, já que eles eram opostos ao fatalismo eslavo.
A germanização começou com a classificação de pessoas que estavam na Volksliste (lista de povos) e tratadas de acordo com sua categoria. Adultos que eram selecionados, mas que resistiram a germanização eram executados, em solos onde o sangue alemão não deveria apoiar as nações não alemãs e que matá-los depravaria nações estrangeiras de líderes superiores. Mesmo com aqueles que não resistiram, a germanização precedeu de maneira vagarosa; os mais jovens falavam pouco o alemão e os mais velhos foram sendo encontrados como completamente desnacionalizados, requerendo ser germanizados na Alemanha antes que eles pudessem ser mandados para o Leste onde aumentariam a população alemã.

## Crianças
As crianças foram selecionadas por “traços de valores raciais” antes de serem enviadas à Alemanha. Muitos nazistas ficaram perplexos com o número de crianças polonesas encontradas que exibiam os traços “nórdicos”, mas assumiram que todas estas crianças eram genuinamente alemãs que haviam sido “polonizadas”. Hans Frank acrescentou tais visões quando declarou: “Se nós vemos uma criança de olhos azuis, ficamos surpresos que esteja falando polonês. Poderiam, de fato, incluir crianças que foram executadas por resistir a germanização. Se as tentativas de germanizar falhassem, ou se elas fossem determinadas inconvenientes, elas poderiam ser mortas para eliminar seus valores oponentes ao Reich."
É estimado que o número de crianças tiradas de suas famílias para serem germanizadas seja de 50 000 a 200 000. É estimado que pelo menos  10 000 foram mortas no processo já que eles determinaram inconveniente e as enviaram a campos de concentração onde receberam um tratamento brutal ou pereceram em condições duras durante seu transporte até os vagões, e somente 10 ou 15% retornaram à suas famílias depois da guerra.

### Exemplos específicos
Olecko foi um município histórico na Prússia do Leste com sua capital na cidade de Olecko. O município foi povoado por Mazurs, um grupo étnico polonês. Durante o processo de germanização, a proporção de falantes de polonês declinaram:
- 1818 – mais de 90% da população
- 1852 – 65%
- 1861 – 58%
- 1890 – 46%
- 1900 – 33,5% (censo alemão)

## Estado atual
Na Alemanha moderna, dinamarqueses, frísios e eslavos sorábios são classificados como minorias étnicas tradicionais e que garantiram a autonomia cultural. Com relação aos dinamarqueses, há um tratado entre a Dinamarca e a Alemanha de 1955 que regula o status das minorias alemãs na Dinamarca e vice versa.
Com relação aos frísios, o Schleswig-Holstein tem uma lei especial para a preservação do idioma. A autonomia cultural dos sorábios é uma matéria constitucional na Saxônia e em Brandemburgo. No entanto, a maioria dos sorábios são bilíngues e a língua Baixa-Sorábia está em risco de extinção, já que o número de falantes nativos está decaindo, mesmo assim há programas fundados pelo estado para manter viva e divulgar o idioma.
Descendentes de trabalhadores migrantes poloneses e mineiros casaram com pessoas da população local e têm assim uma cultura misturada. É diferente da atual imigração da Polônia à Alemanha depois da queda da cortina de ferro. Esses imigrantes são normalmente cidadãos poloneses que vivem como estrangeiros na Alemanha.

## Germanização linguística
Na linguística, germanização geralmente significa mudança de escrita de palavras “emprestadas” nas regras da língua alemã – por exemplo, a mudança da palavra importada bureau para Büro.
O dialeto local do vale do Ruhr, por exemplo, contém muitas palavras emprestadas da língua polonesa.